# Cattenières
Cattenières ist eine französische Gemeinde mit 687 Einwohnern (Stand: 1. Januar 2022) im Département Nord in der Region Hauts-de-France; sie gehört zum Arrondissement Cambrai und zum Kanton Le Cateau-Cambrésis. Die Bewohner werden Cattenièrois und Cattenièroises genannt.

## Geographie
Cattenières liegt etwa acht Kilometer ostsüdöstlich von Cambrai. Umgeben wird Cattenières von den Nachbargemeinden Estourmel im Nordwesten und Norden, Carnières im Norden und Nordosten, Fontaine-au-Pire im Osten und Südosten, Haucourt-en-Cambrésis im Süden sowie Wambaix im Südwesten und Westen.

## Bevölkerungsentwicklung
| Jahr                       | 1962 | 1968 | 1975 | 1982 | 1990 | 1999 | 2006 | 2012 | 2020 |
| Einwohner                  | 841  | 816  | 716  | 722  | 717  | 674  | 671  | 674  | 682  |
| Quellen: Cassini und INSEE |      |      |      |      |      |      |      |      |      |

## Sehenswürdigkeiten
- Kirche Saint-Joseph mit Glockenturm aus dem 16. Jahrhundert
- Wasserturm

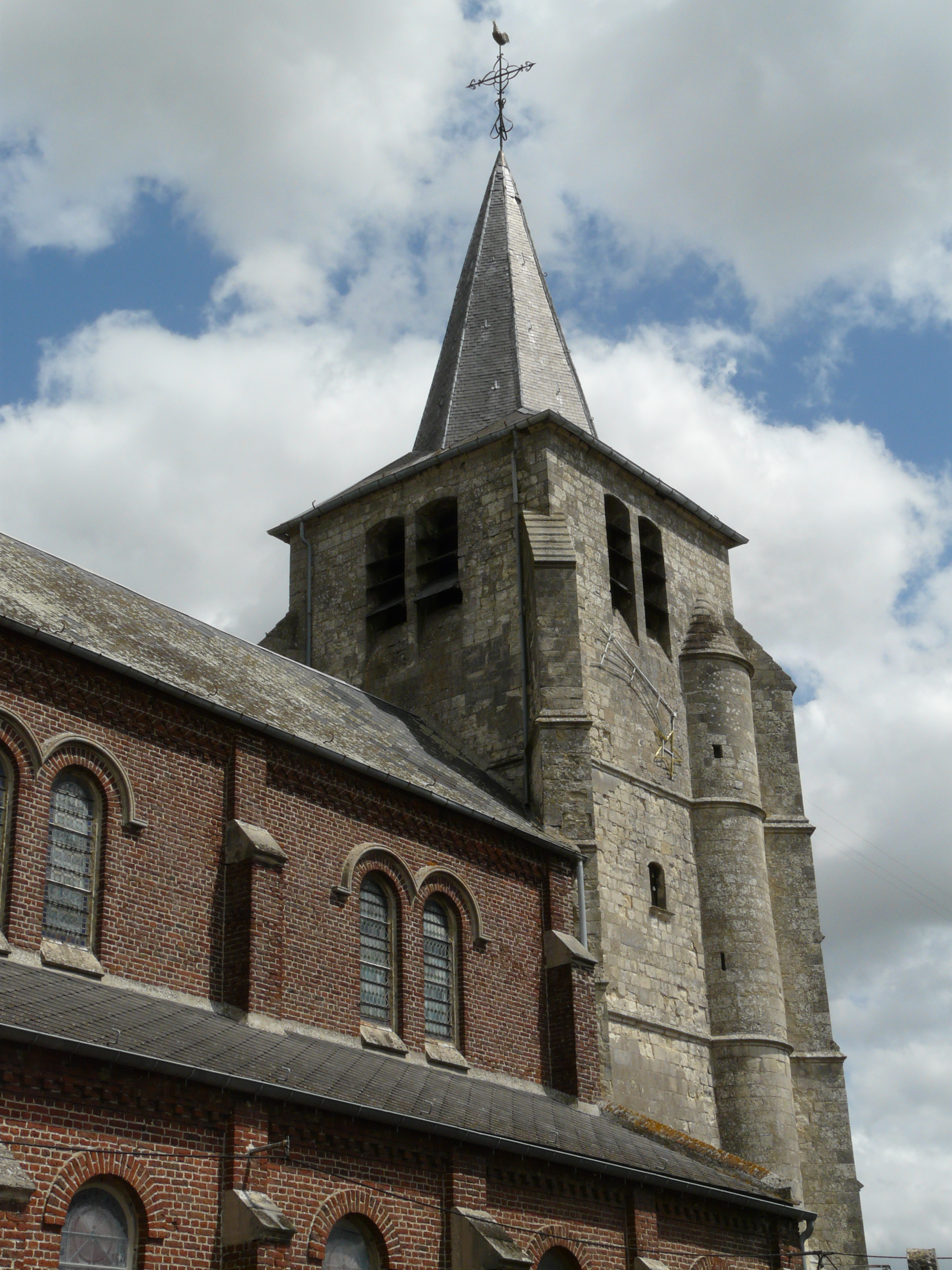
Kirche Saint-Joseph
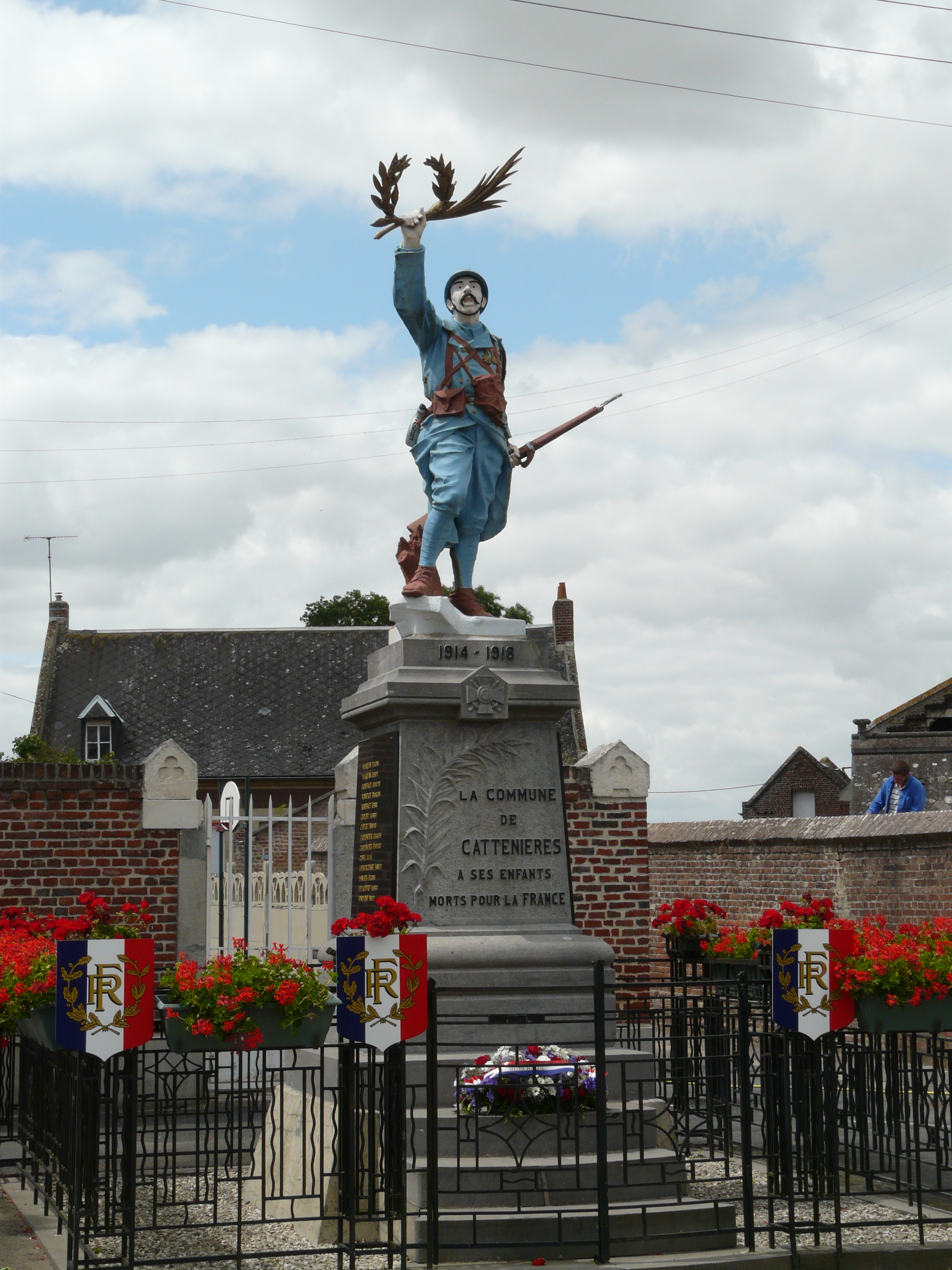
Gefallenendenkmal
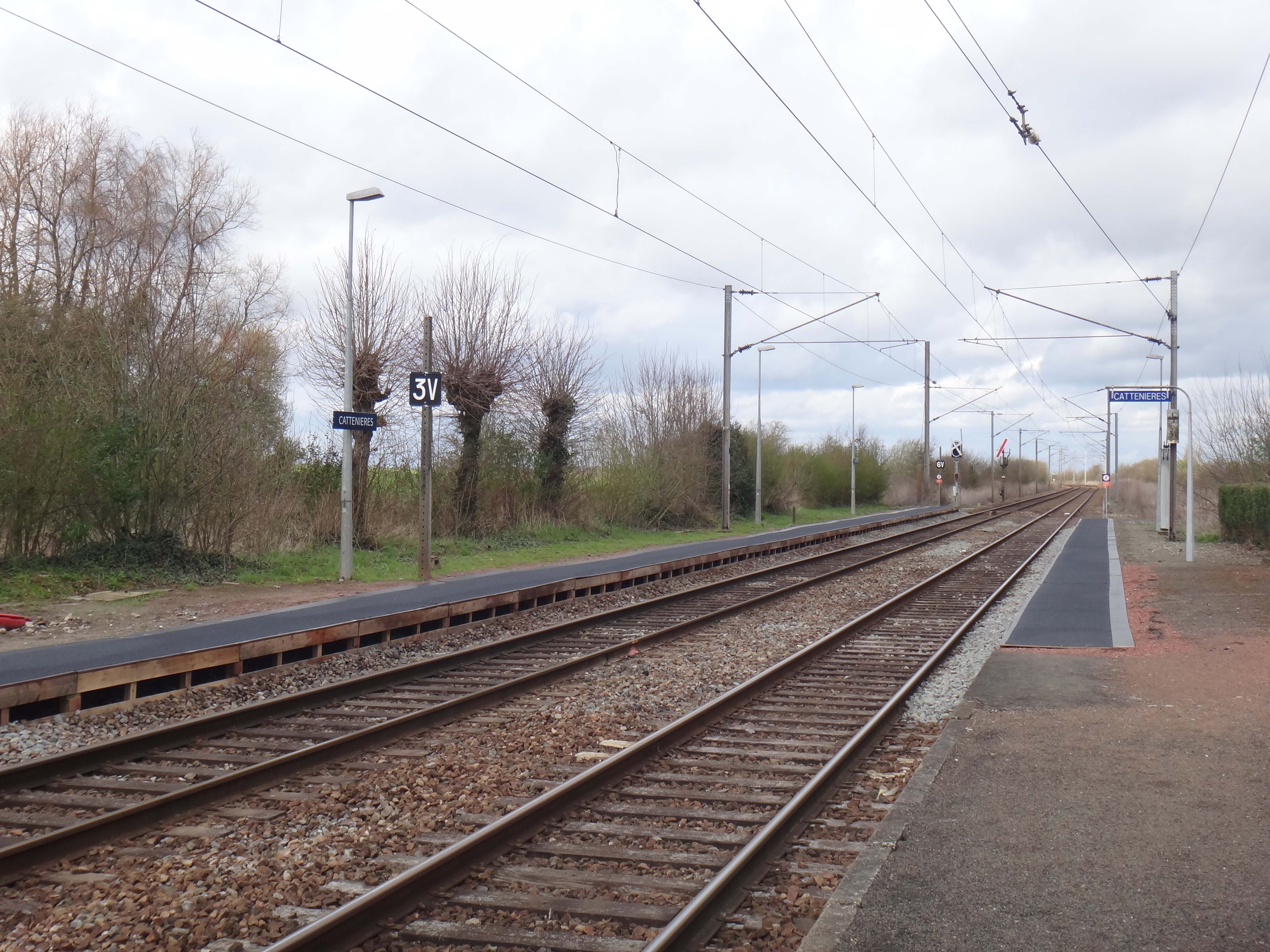
Bahn-Haltepunkt Cattenières